# He 112 (航空機)
He 112
ルーマニアで練習機として使われるHe112
- 分類：戦闘機
- 設計者：ギュンター兄弟
- 製造者：ハインケル社
- 運用者

  - ドイツ空軍
  - スペイン空軍
  - ハンガリー空軍
  - ルーマニア空軍
- 初飛行：1935年
- 生産数：103
- 運用状況：退役

ハインケル He112は第二次世界大戦前にドイツのハインケル社で開発された単発のレシプロ戦闘機である。ハインケル社独特の楕円翼を持ち、逆ガルタイプの全金属製機で当時としては近代的な機体だったが、メッサーシュミットBf109との比較審査に敗れドイツ空軍での制式採用はならなかった。その後密閉式コックピットを持つ増加試作型が輸出用として少数生産された。
日本陸軍と日本海軍合わせて20機を発注した。
1938年5月に12機が輸入された。しかし、テストの結果、採用に不適と判断され、残りの輸入はキャンセルされた。

## 開発
1933年にドイツ航空省はハインケルHe51の後継戦闘機の仕様書を提示したが、これに対してハインケル社が開発したのがHe112であった。He112は全金属製の単発・単葉機で、主翼は逆ガルタイプのハインケル社独特とも言える楕円翼を持っていた。また地上滑走時の取り扱いを容易にするため、外側引き込み型の主脚ながら車輪間隔を広く取っていた。コックピットはパイロットの視界を重視して開放型とした。エンジンについては、イギリス製のロールス・ロイス ケストレルを搭載した。
1935年に完成した試作1号機は、同じ仕様に応募したBf109、Ar80、Fw159と比較審査された。その結果、同じエンジンを搭載するBf109V-1より30 km/h以上も速度が遅く上昇性能も劣ることが判明した。この結果を踏まえてハインケル社では改良型の製作に取り掛かるが、航空省ではHe112がBf109よりも重量が重く、主翼を始めとする機体形状が量産に適しないことと、座席が密閉式でなかったことを理由に、Bf109の量産を決定してしまった。しかし、全般的には当時の水準としては優れた性能を有していたことから、ハインケル社ではHe112の制式採用を目指して引き続き改修を続けていくことにした。

## その後の展開
その後、エンジンをJumo 210Daに換装、コックピットを密閉式にし主翼形状を改修した増加試作型V4が最高速度485 km/hを記録するが、航空省の反応は鈍かった。さらにエンジンを強力なJumo 210Eaに換装、機体を再設計し軽量コンパクト化したV-9が、He112B-0の原型機として製作された。1937年に初飛行したこの機体はBf109Bを40 km/h上回る最高速度を出し、その他の性能でもほとんどの部門でBf109より優れていた。元々本機は速度性能重視で作られたBf109に比べて運動性や地上での運用にも配慮した設計となっており、これでHe112がドイツ空軍に採用されるものとハインケル社では期待した。
しかし、構造と形状が短期間の大量生産に向くという理由で主力戦闘機はBf109となり、審査に敗れたHe112は輸出用として生産されることになった。本機を最初に購入したのは日本で、日本海軍が中国戦線用に30機購入の契約をした。日本海軍における名称はハインケル112型陸上戦闘機（略符号A7He1）。まず12機のHe112B-0が輸出されテストされたが、固定脚の九六式艦上戦闘機に比べ速度は大幅に勝っていたものの運動性・上昇力も劣ったため、結局前線へ送られることはなかった。その後、これらの機体は練習戦闘機や教材として用いられたほか、テーパー翼や発動機・引込脚・付帯技術などの研究に利用された。なお、うち1機は東京帝国大学第二工学部に払い下げられている。
残りの対日輸出分は引き渡しの遅れからキャンセルとなり、代わりにスペイン動乱に参戦していたドイツ義勇軍コンドル軍団によって使用された。またルーマニアにも20機以上輸出されたが、この内11機はエンジンを強力なJumo 210Gに換装したB-1型だった。ルーマニアに輸出された機体は、第二次世界大戦時後に対ソ連戦に使用された。この他ハンガリーにも極少数機が輸出されている。
結局生産機数は各型合計100機前後で、メッサーシュミット社の政治力に敗れる形でドイツ空軍への制式採用が無いまま生産は1939年に終了した。ハインケル社ではHe112での無念を晴らすため、He100の開発に注力していった。
なお、He112Uが1939年3月10日746.66 km/hの世界記録を樹立したと発表されたが、実際はHe100V-8型であり、He112シリーズとは関係がない機体だった。

## 諸元
(V9・or・B型)
- 全長： 9.30 m
- 全幅： 9.10 m
- 全高： 3.85 m
- 翼面積： 17.0 m2
- 自重：1,680 kg
- 全備重量： 2,250 kg

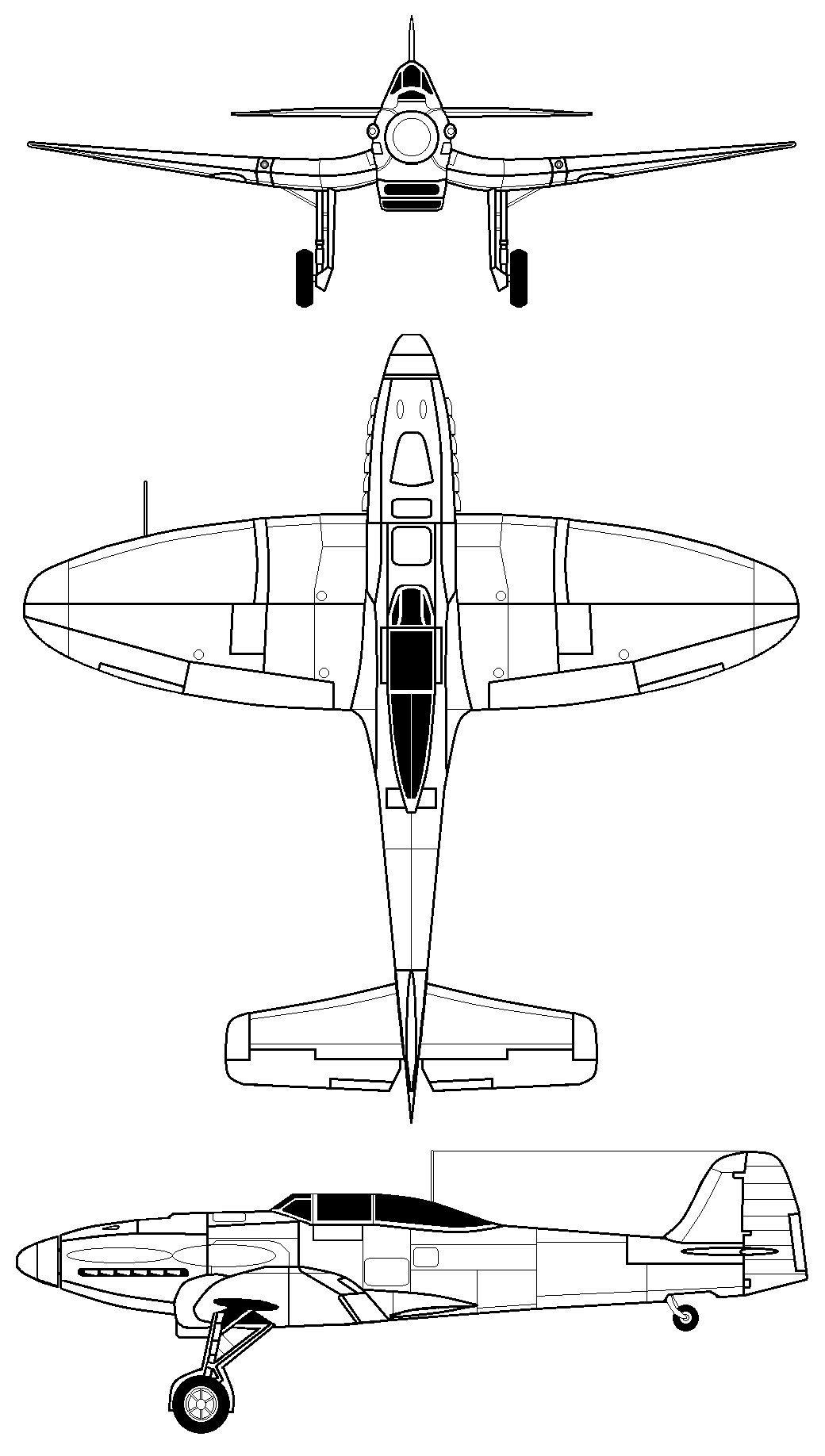
He 112

- エンジン： ユンカース ユモ 210Ea 680 hp × 1
- 最大速度： 510 km/h
- 実用上限高度： 8,500 m
- 航続距離： 1,100 km
- 武装
  - MG FF 20 mm機関砲 × 2
  - MG 17 7.92 mm機関銃 × 2
- 乗員： 1名

## 登場作品

### アニメ
『終末のイゼッタ』
敵国ゲルマニア帝国の帝国兵器工廠による最新型の試作機として、当機をモデルとした戦闘機が登場。ゲルマニア帝国のベテランパイロットであるバスラ―大尉に譲渡され、以降彼の乗機となる。

### ゲーム
『War Thunder』
ドイツ通常ツリーにV-5、A-0、B-0各型、ドイツ課金機にハンガリー空軍およびルーマニア空軍塗装のB-1、日本課金機にA7He1がそれぞれ登場。
『鋼鉄の虹 パンツァーメルヒェンRPG』『ネットゲーム95 鋼鉄の虹 〜Die Eisenglorie〜』
ドイツ空軍で不採用になったが、政治的取引でグリューネラント空軍の制式戦闘機として本機が採用されている。PBM版では翼面冷却方式を通常型に改めた、PLによる独自改良型も作られた。